# Suszek
Suszek – osada w województwie pomorskim, w powiecie chojnickim, w gminie Czersk. Miejscowość wchodzi w skład sołectwa Zapędowo.
W latach 1975–1998 miejscowość administracyjnie należała do województwa bydgoskiego.
W pobliżu wsi, nad jeziorem, znajduje się Hydrobiologiczna i Algologiczna Ścieżka Dydaktyczna.
W nocy z 11 na 12 sierpnia 2017 r. przez okolicę przeszła nawałnica, od ok. godziny 23, w czasie której wiatr zniszczył hektary lasu. Miejsce to było tej nocy jednym z punktów w północnej Polsce, gdzie nadzwyczaj silny wiatr spowodował ofiary śmiertelne. Zginęły wówczas dwie harcerki ze Związku Harcerstwa Rzeczypospolitej z Łodzi w wieku 13 i 14 lat. Dwudziestu innych obozowiczów zostało rannych, ponadto powalony został prawie cały las.